# Vorada

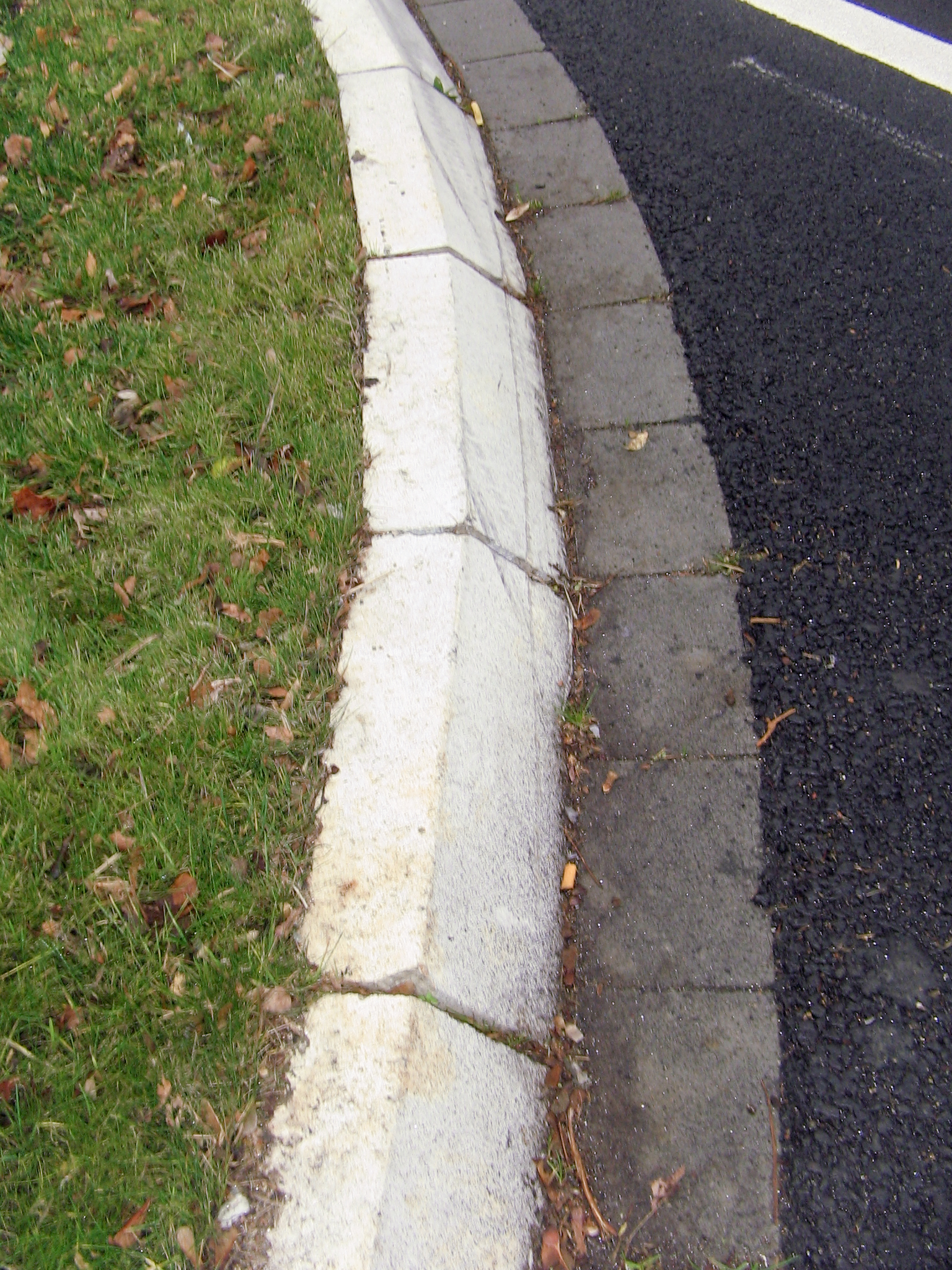
Vorada.

Una vorada és una filera de blocs de pedra o de formigó que forma la vora d'una vorera i que defineix el límit entre aquesta i la calçada, en un carrer o una carretera. És com un esglaó entre ambdues superfícies que evita que tant l'aigua com els vehicles envaeixin la vorera.
També es col·loquen vorades en les línies de contacte amb altres superfícies: gespa, sorra, interior i exterior de recintes, etc.